# Tổ chức Những người ủng hộ Trẻ em và Gia đình bang Arkansas
Tổ chức Những người ủng hộ Trẻ em và Gia đình bang Arkansas, hay AACF là một tổ chức phi lợi nhuận khuyến khích chính sách công ở Arkansas mà sẽ đem lại lợi ích cho trẻ em và gia đình.
AACF được thành lập năm 1977 bởi luật sư Hillary Rodham với tư cách là một nhóm không theo đảng phái, và tiếp tục được hỗ trợ bởi nhiều cá nhân và các tổ chức khác.